# 神隠丸山遺跡
座標: 北緯35度32分33.4秒 東経139度35分57.5秒 / 北緯35.542611度 東経139.599306度
神隠丸山遺跡（かみかくしまるやまいせき）は、かつて神奈川県横浜市都筑区早渕一丁目（調査当時は港北区新吉田町）に存在した、縄文時代中期・後期（4400年前-3200年前）の2つの環状集落および平安時代前半（9世紀半ば）の有力者の居館跡を含む複合遺跡である。港北ニュータウン遺跡群の1つ。

## 概要
鶴見川・早渕川に挟まれた丘陵地帯の中にある標高45メートル程の台地上に所在した。台地上のおよそ17000平方メートルの平場に拡がり、現在は消滅しているが、第三京浜道路の都筑インターチェンジ南側出口付近に位置していた。1965年（昭和40年）から始められた港北ニュータウン開発に伴う埋蔵文化財調査により、1978年（昭和53年）から1980年（昭和55年）にかけて発掘調査された（港北ニュータウン遺跡群調査）。

## 平安時代の遺構
上層では、平安時代前半（9世紀半ば）とみられる有力者の居館跡が検出された。居館は南辺に入口を持つ一辺52メートルの正方形の区画溝に囲まれており、内部にコの字形の大型掘立柱建物や中心的な建物となる掘立柱建物など4棟が建ち並んでいた（1棟は方形区画溝の外部）。竪穴建物跡は区画溝内に1軒のみ見つかり、複数の竪穴建物群・掘立柱建物群からなる同時代の一般集落とは異なる様相を呈していた。

## 縄文時代の遺構
下層からは縄文時代の竪穴建物が142軒検出された。縄文前期（黒浜式期）の2軒を除くと中期（勝坂式～加曽利E2式期）95軒、後期（堀ノ内式～安行Ⅰ式期）45軒を数える。中期と後期の集落は、それぞれ広場（土坑墓群）を中心に掘立柱建物群と竪穴建物群が同心円状に展開する大規模な環状集落で、時期の異なる環状集落が隣接して形成されるいわゆる「双環状集落」の様相を呈していた。

### 核家屋
双環状集落内の後期の集落では、内部におびただしい数のピット（柱穴）が重複して検出されることから同一地点で長期間の建て直しを繰り返して存続したと考えられる大型建物跡が発見された。この種の大型建物は、考古学研究者の石井寛により「核家屋（かくかおく）」と呼称されており、都筑区内の同時期（縄文後期）の集落遺跡では、港北ニュータウン地域西側に位置する三の丸遺跡や小丸遺跡・華蔵台遺跡でも見つかっている。これらの遺跡では、核家屋は集落の「要」となる台地の付け根付近に建てられ、建物前面に墓域が広がることから、集落内で墓前祭祀などを司る特殊な存在=村の長（オサ）的な地位にある人物の住居であった可能性が指摘されている。ただし神隠丸山遺跡の核家屋は、華蔵台遺跡などの諸例と異なり台地の付け根ではなく斜面際に立地していることが例外的とされる。またこの地域では唯一、核家屋において住居内貝層が検出された。港北ニュータウン地域東側では数少ない縄文時代後期の集落であったが、華蔵台遺跡ほどは存続せず、後期後半には終焉を迎えた。

## 関連文献
- 平山, 尚言、平野, 卓治『神隠丸山遺跡（平安時代編）』 52巻神奈川県横浜市栄区野七里二丁目3番1号〈港北ニュータウン地域内埋蔵文化財調査報告〉、2020年3月31日。